# Campanula constantini
Campanula constantini är en klockväxtart som beskrevs av Gustave Beauverd och Topali. Campanula constantini ingår i släktet blåklockor, och familjen klockväxter. Inga underarter finns listade i Catalogue of Life.